# Бенаавіс
Бенаавіс (ісп. Benahavís) — муніципалітет в Іспанії, у складі автономної спільноти Андалусія, у провінції Малага. Населення — 4932 особи (2010).
Муніципалітет розташований на відстані близько 440 км на південь від Мадрида, 75 км на захід від Малаги.
На території муніципалітету розташовані такі населені пункти: (дані про населення за 2010 рік)
- Артола: 1927 осіб
- Бенаавіс: 1922 особи
- Кортес: 1083 особи

## Демографія
Динаміка населення (INE ):

## Галерея зображень

Розташування муніципалітету у провінції Малага